# 大内経雄
大内 経雄（おおうち つねお、1898年〈明治31年〉8月1日 - 1966年〈昭和41年〉12月27日）は、日本の経営学者。
宮城県生まれ。東北帝国大学経済学部卒。1960年「欧米に於ける現場監督制度の研究」で東北大学経済学博士。立教大学経済学部教授、1964年定年、名誉教授、青山学院大学教授。1964年『フォアマン制度の研究』で日経・経済図書文化賞受賞。

## 著書
単著
- 『職長及職長指導者の教育』協調会、1932年8月。
  - 『職長及職長指導者の教育』（再版）協調会、1938年6月。NDLJP:1207114。
- 『戦時下の熟練工問題』社会教育協会〈教育パンフレツト 第315輯〉、1938年8月。
- 『職長読本』職長教育指導協会出版部、1941年11月。
- 『職長養成』東洋書館〈労務管理全書 8〉、1942年10月。
- 『退職金問題 昭和23年3月』日本労務研究会〈調査資料 4〉、1948年3月。
- 『職階制と職務給』国民工業学院〈労働文化叢書 3〉、1948年6月。
- 『職階給の実例』日本労務研究会〈職階給与叢書 3〉、1948年10月。NDLJP:1711322。
- 『職長制度』河出書房〈新労務叢書 第2巻〉、1949年10月。
- 『監督技術と職場改善』ダイヤモンド社、1951年9月。
- 『経営と人間関係』ダイヤモンド社、1952年9月。
- 『職場規律』ダイヤモンド社、1953年11月。
- 『職場の組織と管理』ダイヤモンド社、1962年8月。
- 『フォアマン制度の研究』ダイヤモンド社、1963年9月。
- 『職長物語 経営戦略下の第一線指揮者』白凰社、1964年6月。

共著
- 『人事管理』金原出版〈経営工学選書 第6〉、1959年4月。

編集
- 磯部喜一・大内経雄・都崎雅之助編 編『中小工業経営便覧』森北出版、1955年12月。
- 大内経雄編 編『監督者は監督しているか』日本生産性本部、1957年5月。

翻訳
- F.ツワイク 著、大内経雄・藤本喜八・安藤瑞夫 訳『労働者 生活と心理』ダイヤモンド社、1957年4月。

## 論文
- ＜大内経雄